# Антимонилтартрат калия
Калия антимонилтартрат (калий сурьмяновиннокислый, рвотный камень) — комплексное соединение оксида сурьмы и виннокислого калия.

## Физические свойства
При нагреве до 100° обезвоживается.

## Получение
Получается при действии оксида сурьмы (III) Sb2O3 на водный раствор гидротартрата калия.

## Применение
Применяется в медицине, ветеринарии как рвотное и отхаркивающее средство, в аналитической химии для определения фосфатов, в качестве протравы в ситцепечатании.